# Сіроголова сибія
Сіроголова си́бія (Laniellus) — рід горобцеподібних птахів родини Leiothrichidae. Представники цього роду мешкають в Південно-Східній Азії.

## Види
Виділяють два види:
- Сибія яванська (Laniellus albonotatus)
- Сибія анамська (Laniellus langbianis)